# Violent Sky
Violent Sky è il quarto album in studio della cantautrice svedese Lisa Miskovsky, pubblicato nel 2011.

## Tracce
1. This Fire – 3:27
2. Got a Friend – 3:42
3. Lover – 3:34
4. Silver Shoes – 5:44
5. Some of Us – 4:07
6. Call Me Anything But My Name – 4:20
7. Get It On – 4:09
8. Wise Guy 2010 – 3:12
9. Let Them Come – 3:35
10. A Little High – 4:56
11. Got a Friend (Acoustic Version) – 4:18